# Facundo Bernal
Facundo Bernal Cruz (Montevideo, 21 de agosto de 2003) es un futbolista uruguayo. Juega de pivote o mediocentro y su equipo actual es el Fluminense Football Club del Campeonato Brasileño de Serie A.

## Trayectoria
Debutó como profesional el 3 de junio de 2021, el entrenador Eduardo Acevedo lo hizo ingresar al minuto 77 para enfrentar a Rocha durante la fecha 1 del Campeonato Uruguayo de Segunda División 2021 y ganaron 2-1.
Finalizaron la temporada ganadores del playoff para ascender a la máxima categoría del fútbol uruguayo. Bernal estuvo presente en 15 partidos, y fue titular en 6 ocasiones.
Tras 5 temporadas en Defensor, fue fichado por Fluminense Football Club a mediados de 2024, firmó contrato hasta 2028.

## Selección nacional
Ha sido internacional con la selección de fútbol de Uruguay en la categoría juvenil sub-20 y en la absoluta.
Debutó con la Celeste el 29 de octubre de 2021, en un amistoso contra la sub-20 de Costa Rica, conjunto al que derrotaron por la mínima.
Fue un habitual en las convocatorias, disputó 13 partidos amistosos con la selección. Debido a una lesión de ligamentos cruzados tuvo inactividad por casi 300 días y no pudo ser parte del Sudamericano Sub-20 ni de la Copa Mundial de la categoría.
En mayo de 2024 fue convocado para ser parte de la selección de Uruguay, en un combinado de jugadores de la liga local. Debutó con la absoluta el 31 de mayo, fue en un amistoso contra Costa Rica, el entrenador Diego "Ruso" Pérez lo colocó como titular y empataron sin goles.

## Estadísticas

### Clubes
Actualizado al último partido citado el 21 de julio de 2025.
| Club                           | Div.          | Temporada     | Liga  | Liga  | Liga   | Estatal | Estatal | Estatal | Copas nacionales | Copas nacionales | Copas nacionales | Copas internacionales | Copas internacionales | Copas internacionales | Total | Total | Total  |
| Club                           | Div.          | Temporada     | Part. | Goles | Asist. | Part.   | Goles   | Asist.  | Part.            | Goles            | Asist.           | Part.                 | Goles                 | Asist.                | Part. | Goles | Asist. |
| ------------------------------ | ------------- | ------------- | ----- | ----- | ------ | ------- | ------- | ------- | ---------------- | ---------------- | ---------------- | --------------------- | --------------------- | --------------------- | ----- | ----- | ------ |
| Defensor Sporting C. · Uruguay | 2.ª           | 2021          | 15    | 0     | 0      | —       | —       | —       | —                | —                | —                | —                     | —                     | —                     | 15    | 0     | 0      |
| Defensor Sporting C. · Uruguay | 1.ª           | 2022          | 21    | 0     | 1      | —       | —       | —       | 3                | 1                | 0                | —                     | —                     | —                     | 24    | 1     | 1      |
| Defensor Sporting C. · Uruguay | 1.ª           | 2023          | 12    | 0     | 1      | —       | —       | —       | 5                | 0                | 0                | —                     | —                     | —                     | 17    | 0     | 1      |
| Defensor Sporting C. · Uruguay | 1.ª           | 2024          | 20    | 1     | 2      | —       | —       | —       | 1                | 0                | 0                | 2                     | 1                     | 0                     | 23    | 2     | 2      |
| Defensor Sporting C. · Uruguay | Total club    | Total club    | 68    | 1     | 4      | 0       | 0       | 0       | 9                | 1                | 0                | 2                     | 1                     | 0                     | 79    | 3     | 4      |
| Fluminense F. C. · Brasil      | 1.ª           | 2024          | 15    | 0     | 0      | —       | —       | —       | —                | —                | —                | 3                     | 0                     | 0                     | 18    | 0     | 0      |
| Fluminense F. C. · Brasil      | 1.ª           | 2025          | 7     | 0     | 0      | 8       | 0       | 0       | 0                | 0                | 0                | 9                     | 0                     | 1                     | 24    | 0     | 1      |
| Fluminense F. C. · Brasil      | Total club    | Total club    | 22    | 0     | 0      | 8       | 0       | 0       | 0                | 0                | 0                | 12                    | 0                     | 1                     | 42    | 0     | 1      |
| Total carrera                  | Total carrera | Total carrera | 90    | 1     | 4      | 8       | 0       | 0       | 9                | 1                | 0                | 20                    | 1                     | 1                     | 115   | 3     | 5      |
| 1. 2.                          |               |               |       |       |        |         |         |         |                  |                  |                  |                       |                       |                       |       |       |        |

### Selección
Actualizado al último partido citado el 31 de mayo de 2024.
| Selección          | Temporada         | Continental | Continental | Continental | Mundial | Mundial | Mundial | Amistosos | Amistosos | Amistosos | Total | Total | Total  |
| Selección          | Temporada         | Part.       | Goles       | Asist.      | Part.   | Goles   | Asist.  | Part.     | Goles     | Asist.    | Part. | Goles | Asist. |
| ------------------ | ----------------- | ----------- | ----------- | ----------- | ------- | ------- | ------- | --------- | --------- | --------- | ----- | ----- | ------ |
| Sub-20 · Uruguay   | 2021              | —           | —           | —           | —       | —       | —       | 3         | 0         | 0         | 3     | 0     | 0      |
| Sub-20 · Uruguay   | 2022              | -           | -           | -           | —       | —       | —       | 10        | 0         | 0         | 10    | 0     | 0      |
| Sub-20 · Uruguay   | Total sel.        | 0           | 0           | 0           | 0       | 0       | 0       | 13        | 0         | 0         | 13    | 0     | 0      |
| Absoluta · Uruguay | 2024              | -           | -           | -           | —       | —       | —       | 1         | 0         | 0         | 1     | 0     | 0      |
| Absoluta · Uruguay | Total sel.        | 0           | 0           | 0           | 0       | 0       | 0       | 1         | 0         | 0         | 1     | 0     | 0      |
| Total selecciones  | Total selecciones | 0           | 0           | 0           | 0       | 0       | 0       | 14        | 0         | 0         | 14    | 0     | 0      |

## Palmarés

### Títulos nacionales
| Título       | Club                 | País    | Año  |
| ------------ | -------------------- | ------- | ---- |
| Copa Uruguay | Defensor Sporting C. | Uruguay | 2022 |
| Copa Uruguay | Defensor Sporting C. | Uruguay | 2023 |